# Nunatak Siches
Nunatak Siches är en nunatak i Antarktis. Den ligger i Västantarktis. Argentina, Chile och Storbritannien gör anspråk på området. Toppen på Nunatak Siches är 31 meter över havet.
Terrängen runt Nunatak Siches är platt österut, men västerut är den kuperad. Trakten är obefolkad. Det finns inga samhällen i närheten.